# Lauren Henderson (romancière britannique)
Pour les articles homonymes, voir Henderson.

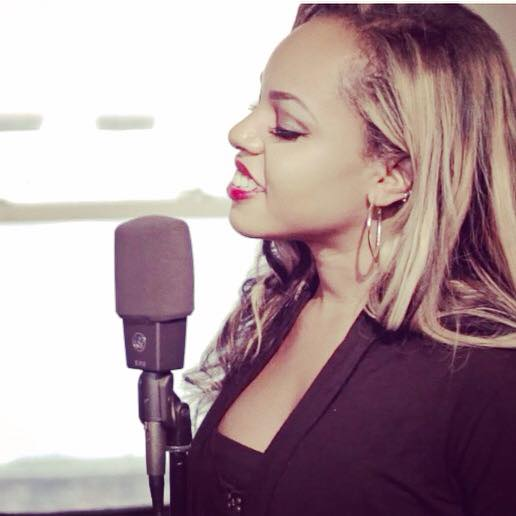
Lauren Henderson dans un studio.

Lauren Milne Henderson, née le 30 septembre 1966, à Londres, est une journaliste et une romancière britannique, auteur de roman policier, de roman d'amour et d’ouvrages de littérature d’enfance et de jeunesse. Ses influences littéraires incluent Jackie Collins, Peter O'Donnell, Agatha Christie, Judith Krantz, Georgette Heyer, P.G. Wodehouse, Barbara Pym, et A. N. Roquelaure.
Entre 1996 et 2011, Henderson a publié 17 livres sous sa véritable identité. Elle a commencé à écrire sous le pseudonyme de Rebecca Chance en 2009 et écrit désormais ses romans exclusivement sous ce nom.

## Biographie
Lauren Henderson est née à Hampstead (Londres). Après des études primaires à la North London Collegiate School, son modèle pour Wakefield Hall dans la série "Kiss" avec Scarlett Wakefield, elle a ensuite été scolarisée à la St Paul’s Girls' School (dont elle s'est inspirée pour St Tabby’s), avant d'enchaîner sur un diplôme de littérature à Cambridge. Après avoir hésité pendant ses études universitaires entre une carrière de comédienne et le monde du journalisme, elle opte pour ce dernier et collabore pendant une dizaine d’années à diverses publications, notamment New Statesman, Marxism Today et The Observer.  Depuis les années 1990, elle se consacre uniquement à l’écriture.  
Après huit ans passés en Toscane afin d'y apprendre l'italien et d'y écrire des livres, elle s'installe à Manhattan. Les expériences qu'elle y fait en matière de rencontres amoureuses lui fournissent l'inspiration pour son livre de rendez-vous, Jane Austen’s Guide to Dating.
Elle fait partie du Tart Noir (en), un quatuor d'écrivaines, avec Laura Lippman, Katy Munger (en) et Sparkle Hayter, dont chaque membre a créé une série policière ayant pour héroïne une jeune détective amateur dans des récits fortement teintés d’érotisme. Lauren Henderson a ainsi donné vie à Samantha Jones, surnommée Sam, une sculptrice de l’avant-garde branchée du tout-Londres artistique. Dans Une soirée mortelle (1995), la jeune Sam, choquée de l'inertie de la police, se charge de faire toute la lumière sur la mort soi-disant accidentelle d’un de ses anciens professeurs. Dans Y'en a marre des blondes (1996), elle doit quitter son atelier pour donner des cours de musculation dans un gymnase de Camden Town, le quartier londonien des marginaux, quand l’assassinat de la directrice de l’établissement l’oblige à faire de nouveau preuve de ses talents de détective.  Dans Tatouage à la fraise (1999), elle se voit offrir la chance de présenter ses œuvres à New York, mais le meurtre d’une employée de la galerie où elle expose la contraint à se lancer de nouveau sur les traces d'un assassin. 
Après 2001, Lauren Henderson délaisse Sam Jones pour Scarlett Wakefield, héroïne d’une série policière pour la jeunesse. Elle a également fait paraître plusieurs romans d’amour, dont une série se déroulant en Toscane, où elle vit quelques mois par année, et deux ouvrages sur la romancière Jane Austen.

## Œuvre

### Romans

#### Série policièreSam Jones
- Dead White Female (1995) Publié en français sous le titre Une soirée mortelle, Paris, Librairie des Champs-Élysées, Le Masque no 2321, 1997
- Too Many Blondes (1996) Publié en français sous le titre Y'en a marre des blondes, Paris, Liana Levi, coll. À corps et à crime, 1998 ; réédition, Paris, Seuil, coll. Points policiers no 861, 2001
- The Black Rubber Dress (1997) Publié en français sous le titre L'Indispensable Petite Robe noire, Paris, Liana Levi, coll. À corps et à crime, 1999 ; réédition, Paris, Seuil, coll. Points policiers no 963, 2002
- Freeze My Margarita (1998)
- The Strawberry Tattoo (1999) Publié en français sous le titre Tatouage à la fraise, Paris, Liana Levi, coll. À corps et à crime, 2000 ; réédition, Paris, Seuil, coll. Points policiers no 1101, 2003
- Chained! (2000) Publié en français sous le titre Déchaînée, Paris, Liana Levi, coll. À corps et à crime, 2002 ; réédition, Paris, Seuil, coll. Points policiers no 1207, 2004
- Pretty Boy (2001) Publié en français sous le titre Pretty Boy, Paris, Liana Levi, coll. À corps et à crime, 2003 ; réédition, Paris, Seuil, coll. Points policiers no 1292, 2005

#### Série policière pour la jeunesseScarlett Wakefield
- Kiss Me Kill Me (2008)
- Kisses and Lies (2008)
- Kiss in he Dark (2010)
- Kiss of Death (2011)

#### SérieFlirting in Italian
- Flirting in Italian (2012)
- Kissing in Italian (2014)

#### Autres romans
- My Lurid Past (2003)
- Don’t Even Think About It (2004)
- Exes Anonymous (2005)
- My Lurid Life (2006)

### Recueils de nouvelles
- Tart Noir (2002), en collaboration avec Stella Duffy
- Dying for It (2004), recueil collectif
- Stirring Up a Storm (2004), recueil collectif
- American Girls About Town (2004), recueil collectif
- 12 Days: Stories Inspired by The Twelve Days of Christmas (2005), recueil collectif

### Autres ouvrages
- Jane Austen’s Guide to Dating (2005)
- Jane Austen’s Guide to Romance: The Regency Rules (2006)

## Prix
- Prix Dagger 2020 de la meilleure nouvelle pour #Me Too[1]

## Sources
- Claude Mesplède (dir.), Dictionnaire des littératures policières, vol. 1 : A - I, Nantes, Joseph K, coll. « Temps noir », 2007, 1054 p. (ISBN 978-2-910-68644-4, OCLC 315873251), p. 955.